# 최종생산물
최종생산물(最終生産物, final product, finished product)은 생산 과정의 최종 단계에서 중간생산물에 의해 생산되는 것으로 중간생산물과 대비된다. 즉 가정이나 그 밖의 개인 소비재 및 정부 수요·수출품 등이 최종생산물로서 최종수요재 산업에 의하여 생산된다. 일반적으로 산업이 발전하고 생산력이 커질수록 중간재 산업의 비중이 높아져서 생산 요소를 직접적으로 소비재의 생산에 쓰는 일이 없게 된다. 다시 말하면 생산의 우회도(迂廻度)가 높아지는 것이다.

## 개요
한 나라의 경제활동의 일정기간 내의 모든 성과는 생산이라는 관점에서 본다면 여러 분야의 산업에서 생산된 재화·서비스의 총산출액으로 나타난다. 이 산출물을 경제의 순환과정의 용도면에서 크게 나누면 최종 생산물과 중간 생산물로 구분된다. 최종 생산물이란 경제순환의 연도 사이에, 생산의 최종단계에 있는 생산물이며 어느 특정의 최종목적을 위해 구입되어 구체적으로 가계가 소비 목적을 위하여 수요하는 소비재, 기업이 경상적인 생산 활동을 넘어서 수요하는 투자재, 해외로부터 수요되는 수출재 등은 모두 최종 생산물이다. 이에 대해 연도 사이의 생산과정에서 타재(他財)의 생산을 위해 사용되는 생산물이 중간 생산물이다.  따라서 이 개념의 구별은 재화의 물질로서의 성질에 의한 용도상의 구분이다. 중간 생산물이란 말하자면 생산재 사용액과 동의어이며 또한 최종 생산물이란 연도말까지 타재(他財)의 생산을 위해 사용되지 않는 것의 총칭이라 할 수 있다. 이러한 개념이 사용되는 이유는 경제분석을 위한 것이며 경제활동의 움직임을 해명해 나감에 있어 적절한 개념이 필요하기 때문이다.  이와 같이 정의된 최종 생산물은 그 기간에 있어서의 생산활동의 정미(正味=net)의 성과여서 그것은 국민소득 분석에 있어서의 국민순생산의 개념과 대응하고 있다((‘국민 총생산·총지출’).  이 정미의 생산으로서의 최종 생산물을 도는 경제순환의 배후에는 원료의 투입과 산출을 에워싼 중간 생산물의 순환이 있다. 국민소득의 분석에서는 전자의 최종 생산물을 에워싼 순환과 그 활동규모 규명이 초점이 되며 후자에 대한 해명은(예를 들어 산업연관 분석) 다른 분석방식에 맡겨진다.

## 같이 보기
- 중간생산물